# Journal of Behavioral and Experimental Economics
Das Journal of Behavioral and Experimental Economics ist eine zweimonatlich erscheinende, begutachtete Fachzeitschrift auf dem Gebiet der Verhaltensökonomik und Experimentellen Ökonomik. Sie wurde 1972 unter dem Namen Journal of Behavioral Economics etabliert und wurde 1991 in Journal of Socio-Economics umbenannt. Den heutigen Namen erhielt sie im 2014. Der Herausgeber ist Ofer Azar (Ben-Gurion-Universität im Negev). Nach den Journal Citation Reports hatte das Journal im Jahr 2019 einen Impact Factor von 1.145.